# Шана Алекзендер
Шана Алекзендер (Њујорк, 10. јун 1925 — Хермоса Бич, 23. јун 2005) била је америчка новинарка. Иако је постала прва жена писац и колумниста часописа Life, била је најпознатија по свом учешћу у сегментима дебате од 60 минута „Point-Counterpoint“ касних 1970-их са конзервативцем Џејмсом Џ. Килпатриком.

## Младост и новинарска каријера
Алекзендер је рођена као Шана Агер 6. октобра 1925. године у Њујорку, као ћерка колумнисткиње Сеселије Агер (рођене Рубенштајн) и композитора Tin Pan Alley-ја Милтона Агера, који је компоновао песму „Happy Days Are Here Again“. Она је била инспирација за његову чувену песму "Ain't She Sweet". Њена породица је била јеврејска. Шана је дипломирала на Васар колеџу 1945. године, смер антропологија. Почела је да пише када је узела летњи посао као копир-радница у њујоршким новинама PM, где је њена мајка радила. Радила је као слободни писац за часописе Junior Bazaar и Mademoiselle пре него што је 1951. постала истраживач у часопису Life за 65 долара недељно. Током 1960-их писала је колумну "Женско око" за Life.
1962. године написала је чланак за Life под насловом „Они одлучују ко живи, ко умире: медицинско чудо ставља морални терет на мали комитет,“ који је покренуо националну дебату о расподели оскудних ресурса апарата за дијализу бубрега. Још један чланак у Life-у, о напорима службенице за самоубилачке телефонске линије да спречи позиваоца да се убије, претворен је у филм из 1965. године, The Slender Thread.

## 60 минутаи касније каријера
Године 1969. постала је прва жена уредница у часопису McCall's од 1921. али је дала отказ 1971. жалећи се да је то био симболичан посао у сексистичком окружењу. Писала је колумну за Newsweek 1975. године када је заменила Николаса фон Хофмана у емисији 60 минута и расправљала са Џејмсом Килпатриком наредне четири године. Она је умањила овај део своје каријере, коментаришући 1979. да је пре тога „била писац, колумниста за магазин Life и Newsweek – то је било отприлике највише што можете да добијете у писању колумни. Водим рачуна шта пишем. Ја нисам надри - ТВ новинар.
Ипак, дебате које је Шана водила са Килпатриком биле су толико истакнуте у америчкој култури да су биле славно сатирисане у емисији Уживо суботом увече, а Џејн Кертин је преузела Шанину улогу у сегменту Weekend Update  наспрам Ден Акројдове верзије Килпатрика, расправљајући о главним темама у вестима. Акројд је свој сегмент отворио сада већ озлоглашеним текстом, "Џејн, ти неука курво."
Написала је и бројне нефикцијске књиге, укључујући Anyone's Daughter, биографију киднаповане наследнице Патриције Херст. Њена књига Nutcracker, о Френсис Шројдер, осуђеној социјалисткињи која је наговорила сина да убије свог оца милионера, претворена је у ТВ мини серију из 1987. Шројдерову је тумачила глумица Ли Ремик.

## Лични живот
Шана Алекзендер се два пута удавала и разводила. Њен први брак, са 19 година, брзо се завршио. Њен други, са Стивеном Алекзендером, трајао је 12 година, иако га је Шана описала као "несрећан". У фебруару 1987. њена једина ћерка, 25-годишња Кетрин Алекзендер, извршила је самоубиство. Скочила је са 31. спрата у смрт, са вишеспратнице у Парк Авенији у којој је живела са мајком у Њујорку. Као дете, након што су јој се родитељи развели, Кетрин је одлучила да живи са Стивеном Алекзендром и његовом супругом.

## Смрт
Шана Алекзендер је умрла од рака у установи за помоћ у животу у Хермоса Бичу, у Калифорнији, 23. јуна 2005. Имала је 79 година и дуго година је живела на Менхетну и Вејнскоту, у Њујорку. Иза Шане су остале сестра Лорел Бентли и нећакиња.

## Књиге
- Talking Woman (1976)
- Anyone's Daughter (1979)
- Happy Days: My Mother, My Father, My Sister & Me (1995), autobiography
- Very Much a Lady: The Untold Story of Jean Harris and Dr. Herman Tarnower, Edgar Award, Best Fact Crime book, (1983)
- When She Was Bad (1991)
- Nutcracker (1985)
- The Astonishing Elephant (2000)
- The Pizza Connection: Lawyers, Money, Drugs, Mafia (1988)